# Yoshimi Battles the Pink Robots
Yoshimi Battles the Pink Robots es el décimo álbum del grupo estadounidense The Flaming Lips. Lanzado al mercado el 16 de julio de 2002, el álbum se caracteriza por el uso de sintetizadores, beats electrónicos y un rock alternativo de tintes psicodélico. Las letras del álbum tratan una amplia variedad de temas: desde la melancolía, el amor, pasando por las emociones artificiales, hasta el pacifismo y la decepción.  El título del álbum está inspirado y es una alusión al miembro de Boredoms y OOIOO, Yoshimi P-We, quien también participa en el disco. 
Algunos oyentes consideran que el disco es un álbum conceptual, aunque la historia o el concepto central queda poco claro. Si bien temas como “One More Robot/Sympathy 3000-21” o “Yoshimi Battles the Pink Robots, Pt. 1” hablan explícitamente de robots, en los demás temas las referencias a éstos son muy vagas o nulas.
El estribillo del primer tema, “Fight Test”, recuerda al tema “Father and Son” de Cat Stevens. Stevens, hoy conocido como Yusuf Islam,  recibe pagos por derechos de autor luego de un acuerdo amistoso. El líder del grupo, Wayne Coyne, alega que no era consciente de las similitudes entre las canciones hasta que su productor Dave Fridmann se las mostró. “Fight Test” también fue el tema musical para el corto programa de MTV, 3 South.
“Approaching Pavonis Mons by Balloon (Utopia Planitia)” ganó el premio Grammy 2002 por la mejor canción de rock instrumental.
Además de la edición normal en CD, Yoshimi Battles the Pink Robots	 fue lanzado en una edición especial de dos discos en 2003. Esta versión contiene el disco normal y un DVD con extras, lados B, videos musicales, detrás de cámara de la grabación del disco y un tráiler del filme de los Flaming Lips, Christmas on Mars. Aparte de los extras del DVD, hay un Audio DVD con sonido 5.1 del álbum entero incluido.
Un mensaje secreto de la banda es incluido en la edición original del disco, en la columna de la derecha dentro del disco. El mensaje dice: “You Have Found the Secret Message, Do You Have Too Much Time on Your Hands? ...Let it Go”; que, traducido al español, es: “Has encontrado el mensaje secreto, ¿tienes demasiado tiempo en tus manos? ...Déjalo ir.”.
En 2003 el DJ británico Eric Kleptone lanzó un disco llamado Yoshimi Battles the Pink Hip-Hop Robots, que combina la música de Yoshimi... con letras de rap.
El álbum fue certificado como oro en abril de 2006.

## Lista de temas

### Edición normal
1. “Fight Test” – 4:14
2. “One More Robot/Sympathy 3000-21” – 4:59
3. “Yoshimi Battles the Pink Robots, Pt. 1” – 4:45
4. “Yoshimi Battles the Pink Robots, Pt. 2” – 2:57
5. “In the Morning of the Magicians” – 6:18
6. “Ego Tripping at the Gates of Hell” – 4:34
7. “Are You a Hypnotist??” – 4:44
8. “It's Summertime (Throbbing Orange Pallbearers)” – 4:20
9. “Do You Realize??” – 3:32
10. “All We Have Is Now” – 3:53
11. “Approaching Pavonis Mons by Balloon (Utopia Planitia)” – 3:09

### Edición especial en DVD
1. “Fight Test” – 4:12
2. “One More Robot/Sympathy 3000-21” – 5:01
3. “Yoshimi Battles the Pink Robots, Pt. 1” – 4:48
4. “Yoshimi Battles the Pink Robots, Pt. 2” – 2:52
5. “In the Morning of the Magicians” – 6:25
6. “Ego Tripping at the Gates of Hell” – 4:25
7. “Are You a Hypnotist??” – 4:50
8. “It's Summertime” – 5:45
9. “Do You Realize??” – 3:32
10. “All We Have Is Now” – 3:53
11. “Approaching Pavonis Mons by Balloon (Utopia Planitia)” – 3:12

Audio extra del DVD
1. Up Above the Daily Hum”
2. “Yoshimi Battles the Pink Robots, Pt. 1 (Japanese version)” (Versión japonesa)
3. “If I Go Mad (Funeral in my Head)”
4. “Do You Realize?? Floating in Space Remix (Edit)”
5. “Yoshimi Battles the Pink Robots, Pt. 1 (AOL sessions)”
6. “Do You Realize?? (versión CD101)”

Videos extra del DVD
1. “Do You Realize?? (versión de Mark Pellington)”
2. “Do You Realize?? (versión de Wayne Coyne, Bradley Beesley y George Salisbury)”
3. “Making of the Do You Realize?? Video”
4. “Yoshimi Battles the Pink Robots, Pt. 1”
5. “Making of the Yoshimi Video”
6. “Fight Test”
7. “Phoebe Battles the Pink Robots”
8. “Christmas on Mars (Movie trailer)” (Tráiler de la película)
9. “Making of the Yoshimi DVD-A”
10. “Are You a Hypnotist?? (George's Photogenic Stimulation Theory #1134)”

Extras del DVD
1. “Yoshimi Battles the Pink Robots, Pt. 1 (Animated episode)” (Episodio animado)
2. “Fight Test (Animated episode)” (Episodio animado)